# 愛媛大学の人物一覧
愛媛大学の人物一覧（えひめだいがくのじんぶついちらん）は、愛媛大学に関係する人物の一覧記事。

## 教員

### 歴代学長
- 熊谷三郎 - 電気工学者
- 芦田譲治 - 植物生理学者
- 柳澤康信 - 生態学者
- 小松正幸 - 地質学者
- 柳澤康信 - 生態学者

### 現職
- 泉英二 - 農学部教授、林学者
- 江沢康生 - 理学部教授、物理学者
- 谷口義明 - 理学部教授、天文学者
- 柏谷増男 - 工学部教授、土木工学者
- 井口秀作 - 法文学部教授、法学者
- 小林敬和 - 法文学部教授、法学者
- 寺谷亮司 - 法文学部教授、地理学者
- 長井偉訓 - 法文学部教授、経済学者
- 村上恭通 - 法文学部教授、考古学者
- 樋口康一 - 法文学部客員教授
- 今泉志奈子 -法文学部准教授、言語学者
- 入舩徹男 - 地球深部ダイナミクス研究センター教授・センター長、地球物理学者
- 川岡勉 - 教育学部教授、歴史学者
- 三浦和尚 - 教育学部教授、教育学者
- 青木亮人 - 教育学部准教授、近現代俳句研究者

### 元職
- 井上直樹 - 元理学部教授、物理学者
- 金子修 - 元医学部助教授、寄生虫学者、長崎大学熱帯医学研究所所長
- 高橋 信雄 - 元教育学部教授、教育学者
- 久松定成 - 元農学部教授、昆虫学者

## 著名な出身者

### 政治

#### 国会議員
- 西田司 - 元自治大臣、元国家公安委員会委員長、元国土庁長官
- 宇都宮真由美 - 日本弁護士連合会副会長、衆議院議員
- 熊野正士 - 元参議院議員、農林水産大臣政務官、放射線科医
- 原田大二郎 - 参議院議員

#### 市町村長
- 中村佑 - 元伊予市長、元愛媛県経済労働部長
- 髙須賀功 - 元東温市長

### 行政
- 牧隆壽 - 元沖縄開発事務次官、元全国町村議会議長会事務総長、元地方公務員災害補償基金事務局長

### 経済
- 泉信彦 - ミライノベート社長、フォーサイド会長、横浜フリエスポーツクラブ副会長
- 浮川和宣 - ジャストシステム創業者、MetaMoJi創業者、日本パーソナルコンピューターソフトウェア協会会長
- 長榮周作 - パナソニック会長、日本経団連審議員会副議長、全国公正取引協議会連合会会長

### マスコミ
- 河崎曽一郎 - ジャーナリスト、元NHK解説委員

### 研究
- 伊井春樹 - 国文学者、大阪大学名誉教授、元国文学研究資料館長、日本古典文学会賞
- 磯辺篤彦 - マイクロプラスチック研究者、九州大学主幹教授、環境省漂着ゴミプロジェクト代表
- 岩田明久 - 水産学者、京都大学名誉教授、日本魚類学会賞
- 大政謙次 - 農学者、東京大学名誉教授、元日本農業気象学会会長、元農業情報学会会長、紫綬褒章
- 角野善宏 - 心理学者、京都大学名誉教授
- 蒲原稔治 - 生物学者、高知大学教授、名古屋保健衛生大学教授（旧制松山高校卒）
- 寒川賢治 - 生化学者、国立循環器病センター名誉研究所長、元京都大学教授、日本学士院賞
- 久保田信 - 分類学者、元京都大学准教授
- 桑原一司 - 民間学者
- 澤村信英 - 教育学者、大阪大学教授
- 西垣脩 - 俳人、国文学者、元明治大学教授（旧制松山高校卒）
- 安西徹雄 - 英文学者、演出家、上智大学名誉教授
- 蒲池美鶴 - 英文学者、立教大学教授
- 中澤信幸 - 日本語学、山形大学教授
- 難波江通泰 - 中国文学者、元国士舘大学助教授
- 吉田謙一 - 医学者、東京大学教授
- 石田眞得 - 法学者、関西学院大学教授
- 山本茂樹 - 歴史学者、京都大学博士（人間・環境学）
- 大東和武司 - 経営学者、広島市立大学教授(法文学部卒)
- 高原一隆 - 経済学者、北海学園大学名誉教授
- 柳澤康信 - 生態学者、元愛媛大学学長、倉敷芸術科学大学学長

### スポーツ
- 西原誉志 - Jリーガー（ファジアーノ岡山）
- 渡邉亮太 - サッカー選手（FC今治）
- 武田大作 - ボート競技選手
- アンソニー・W・森 - プロレスラー
- 照尾暢浩 - 武道家

### キャスター・アナウンサー
- 村上幸司 - テレビ愛媛アナウンサー
- 合田みゆき - 南海放送アナウンサー
- 永井克典 - NHKアナウンサー
- 仙波紀子 - 元NHK松山放送局契約キャスター
- 小林真三 - ラジオ・パーソナリティー
- 吉井万結 - 愛媛朝日テレビアナウンサー

### 文学
- 坂本康宏 - SF作家
- 渡辺彰－詩人（中退）
- 村上護－作家

### 漫画
- 秋★枝 - 漫画家
- 安堂友子 - 漫画家
- 梶原あや - 漫画家
- 高須賀由枝 - 漫画家（中退）
- 富永ゆかり - 漫画家

### 芸能
- 露口茂 - 俳優（中退）
- 古今亭菊志ん - 落語家
- 桂三幸 - 落語家
- 柳家勧之助 - 落語家（中退）
- 矢部たかひろ - お笑い芸人
- 山田ルイ53世（髭男爵） - お笑い芸人（中退）
- 藤澤翼 - ラジオパーソナリティー
- らくさぶろう - ローカルタレント（中退）
- やのひろみ - ローカルタレント
- 石住昭彦 - 声優
- 大森真理 - ミュージカル俳優

### その他
- 永井康徳 - 医師

- 佐藤彰真 - 動物愛護法違反